# Platyphasia regina
Platyphasia regina är en tvåvingeart som beskrevs av Alexander 1922. Platyphasia regina ingår i släktet Platyphasia och familjen storharkrankar. Inga underarter finns listade i Catalogue of Life.